# Discografia dei Bon Jovi
La seguente è una discografia comprensiva della rock band statunitense Bon Jovi, non sono inclusi lavori e progetti solisti dei vari membri, comprende 16 album in studio, cinque compilation, un album live, un cofanetto, 13 video e oltre 50 singoli.
La prima uscita di Bon Jovi fu il singolo Runaway nel 1983. La canzone fu tratta dal suo album Bon Jovi, che non ebbe un grande successo commerciale negli Stati Uniti d'America, ma arrivò a vendere più di 2 milioni di copie, si piazzò alla 43ª posizione della Billboard 200, e raggiunse la posizione 39 della ARIA Charts australiana. In totale, Bon Jovi è arrivato a muovere circa 3,5 milioni di dischi nel mondo. Il suo secondo album, 7800° Fahrenheit, ha ottenuto un successo ancora inferiore rispetto al materiale precedente, tranne che in Giappone, dove ha raggiunto la quinta posizione nella principale classifica musicale del paese.
Il successo mondiale della band arrivò con il loro terzo album, Slippery When Wet. Pubblicato nel 1986, l'album è diventato il miglior disco al mondo di Bon Jovi, vendendo più di 28 milioni di copie. Ha raggiunto il numero uno in Australia, Canada e Stati Uniti d'America, dove ha trascorso ventiquattro settimane nelle classifiche della Billboard 200 ed è stato certificato con un disco diamantato dalla RIAA. I primi due singoli dell'album, You Give Love a Bad Name e Livin' on a Prayer, hanno raggiunto il numero uno della classifica Billboard Hot 100. Slippery When Wet è stato seguito dall'album New Jersey, che ha avuto un successo internazionale simile, vendendo oltre 18 milioni di copie. New Jersey ha prodotto cinque singoli, che sono entrati nella top ten della Billboard Hot 100. Nessun altro album hard rock è riuscito a eguagliare questo record. Due dei successi, Bad Medicine e I'll Be There for You, hanno raggiunto il numero uno.
Nel 1992, viene pubblicato l'album Keep the Faith, ha segnato un cambiamento nell'aspetto e nel suono della band, passando dal glam metal, dei loro album degl'anni '80, all'hard rock. L'album prodotto dal canadese Bob Rock, riscosse un ottimo successo commerciale vendendo oltre 12 milioni di copie nel mondo.  Dall'album ne furono estratti sei singoli: l'omonimo Keep the Faith, Bed of Roses, In These Arms, I'll Sleep When I'm Dead, I Believe, e Dry County.
Nel 1994, fu pubblicato Cross Road il greatest hits di successi dei primi 10 anni della band, da Bon Jovi del 1984, fino a Keep the Faith del 1992. Inoltre, sono presenti due canzoni inedite: Always e Someday I'll Be Saturday Night, entrambe estratte come singoli. All'enorme successo commerciale della raccolta, oltre 20 milioni di copie vendute, si aggiunse il successo che ottenne anche il singolo Always, che vendette circa 4 milioni di copie nel mondo, diventando la hit più venduta di sempre dei Bon Jovi.
Nel 1995, venne pubblicato These Days, l'album prodotto da Peter Collins, ottenne un enorme successo commerciale, oltre 10 milioni di copie vendute, in diversi parti del mondo, soprattutto in Europa e Giappone, ma non riuscì a conquistare il pubblico negli Stati Uniti. Il disco riuscì a piazzare quattro singoli nella top 10 della Official Singles Chart nel Regno Unito. singoli di rilievo dell'album furono Hey God, This Ain't a Love Song e la title track, These Days.
Nel 2000 fu pubblicato l'album Crush, trascinato dal singolo It's My Life, a livello commerciale, il disco ottenne enorme successo vedendo oltre 11 milioni di copie nel mondo. Negli Stati Uniti, debuttò alla posizione numero 9 della Billboard 200, rimanendo in classifica per un totale di 51 settimane, e rivelandosi il disco del gruppo dal maggior successo in Nord America dai tempi di Keep the Faith. A seguito di Crush fu pubblicato, nel 2002, Bounce, non riuscì a bissare il successo ottenuto dal precedente album in studio del gruppo,riesce comunque a vendere 5 milioni di copie, la maggior parte dei testi presenti in Bounce risulta forte il riferimento agli attentati dell'11 settembre 2001.
Nel 2005, fu pubblicato Have a Nice Day, prodotto da John Shanks, debuttò al secondo posto della Billboard 200. Dall'album furono estratti tre singoli: l'omonimo Have a Nice Day, Who Says You Can't Go Home, e Welcome to Wherever You Are. A Have a Nice Day fa seguito l'album Lost Highway, pubblicato nel 2007, raggiunse la prima posizione della Billboard 200, raccolse un buon successo commerciale e fu una nomination ai Grammy per il miglior album pop vocale.La band è tornata alle sue radici rock con l'undicesimo album in studio The Circle, pubblicato nel 2009, che ha debuttato al numero uno della Billboard 200. I singoli principali di entrambi gli album  (You Want to) Make a Memory e We Weren't Born to Follow  hanno ricevuto nomination ai Grammy Award alla miglior interpretazione vocale di gruppo.
Nel 2010, fu pubblicata la seconda raccolta Greatest Hits, negli Stati Uniti d'America l'album ha esordito al quinto posto della classifica Billboard 200, nel Regno Unito raggiunge la seconda posizione. La raccolta riscuoto un buon successo commerciale e vende circa 4 milioni di copie.
Nel 2013, viene pubblicato il dodicesimo album in studio, What About Now, è l'ultimo album della band al quale partecipa lo storico chitarrista Richie Sambora. Ha raggiunto la prima posizione nella classifica Billboard 200, diventando il terzo album in studio consecutivo, e quinto in totale, a raggiungere tale posizione. l'album è stato anticipato dal singolo Because We Can. Nel 2015 , viene pubblicato Burning Bridges, che non è riuscita a entrare nella top 10 della Billboard 200. Nel 2016, viene pubblicato il quattordicesimo album in studio, This House Is Not for Sale ha debuttato al numero uno negli Stati Uniti; non raggiunse il successo commerciale dei precedenti album vendendo circa 600 000 copie in totale.
Nel 2020, è stato pubblicato il quindicesimo album in studio Bon Jovi 2020, l'album ha debuttato alla diciannovesima posizione nella Billboard 200, il risultato più basso ottenuto dai Bon Jovi negli Stati Uniti d'America, non succedeva dal secondo album in studio 7800° Fahrenheit del 1985.
Nel 2024, è stato pubblicato Forever, sedicesimo album in studio della band. 
I Bon Jovi hanno venduto oltre 130 milioni di dischi in tutto il mondo, rendendoli uno dei gruppi più venduti di tutti i tempi.

## Album

### Album in studio
| 1984                                                                                                 | Bon Jovi - Pubblicato il 3 novembre 1984 - Etichetta: Mercury Records - Formati: CD, musicassetta, LP            | 43 | 39 | — | —  | —  | —  | —  | —  | —  | 71 | - USA: 2× Platino - CAN: Oro - SWI: Oro                                                           | 3.500.000  |
| 1985                                                                                                 | 7800° Fahrenheit - Pubblicato il 12 aprile 1985 - Etichetta: Mercury Records - Formati: CD, musicassetta, LP     | 37 | 28 | — | —  | 40 | —  | 28 | 10 | 11 | —  | - USA: Platino - CAN: Platino                                                                     | 3.000.000  |
| 1986                                                                                                 | Slippery When Wet - Pubblicato il 18 agosto 1986 - Etichetta: Mercury Records - Formati: CD, musicassetta, LP    | 1  | 1  | 2 | 1  | 11 | —  | —  | 3  | 1  | 6  | - USA: 12× Platino - AUS: 6× Platino - CAN: Diamante - SWI: 2× Platino - UK: 3× Platino           | 28.000.000 |
| 1988                                                                                                 | New Jersey - Pubblicato il 13 settembre 1988 - Etichetta: Mercury Records - Formati: CD, musicassetta, LP        | 1  | 1  | 5 | 6  | 4  | 10 | 36 | 1  | 1  | 1  | - USA: 7× Platino - AUS: 2× Platino - CAN: 5× Platino - SWI: Platino - UK: 2× Platino             | 18.000.000 |
| 1992                                                                                                 | Keep the Faith - Pubblicato il 3 novembre 1992 - Etichetta: Mercury Records - Formati: CD, musicassetta          | 5  | 1  | 2 | 8  | 2  | 16 | 3  | 3  | 3  | 1  | - USA: 2× Platino - AUS: 3× Platino - CAN: 5× Platino - SWI: 3× Platino - UK: Platino             | 12.000.000 |
| 1995                                                                                                 | These Days - Pubblicato il 27 giugno 1995 - Etichetta: Mercury Records - Formati: CD, musicassetta               | 9  | 1  | 1 | 3  | 1  | 3  | 1  | 2  | 1  | 1  | - USA: Platino - AUS: Platino - CAN: 2× Platino - SWI: Platino - UK: 4× Platino                   | 10.000.000 |
| 2000                                                                                                 | Crush - Pubblicato il 13 giugno 2000 - Etichetta: Island Records, Mercury Records - Formati: CD, musicassetta    | 9  | 1  | 1 | 4  | 1  | 1  | 1  | 2  | 1  | 1  | - USA: 2× Platino - ARG: Platino - AUS: Platino - CAN: 2× Platino - SWI: 3× Platino - UK: Platino | 11.000.000 |
| 2002                                                                                                 | Bounce - Pubblicato l'8 ottobre 2002 - Etichetta: Island Records - Formati: CD, musicassetta                     | 2  | 5  | 3 | 3  | 2  | 6  | 2  | 4  | 2  | 2  | - USA: Oro - ARG: Oro - AUS: Oro - BRA: Oro - CAN: Platino - SWI: Platino - UK: Oro               | 5.000.000  |
| 2005                                                                                                 | Have a Nice Day - Pubblicato il 20 settembre 2005 - Etichetta: Island Records - Formati: CD, download            | 2  | 1  | 1 | 1  | 1  | 4  | 1  | 3  | 1  | 2  | - USA: Platino - AUS: Oro - BRA: Oro - CAN: Platino - SWI: Platino - UK: Oro                      | 6.000.000  |
| 2007                                                                                                 | Lost Highway - Pubblicato l'8 giugno 2007 - Etichetta: Island Records, Mercury Nashville - Formati: CD, download | 1  | 2  | 1 | 1  | 1  | 10 | 1  | 4  | 1  | 2  | - USA: Platino - AUS: Oro - CAN: 3× Platino - SWI: Platino - UK: Oro                              | 4.000.000  |
| 2009                                                                                                 | The Circle - Pubblicato il 10 novembre 2009 - Etichetta: Island Records - Formati: CD, download                  | 1  | 4  | 2 | 1  | 1  | 13 | 4  | 9  | 1  | 2  | - USA: Oro - AUS: Oro - CAN: Platino - SWI: Oro - UK: Oro                                         | 3.000.000  |
| 2013                                                                                                 | What About Now - Pubblicato a marzo 2013 - Etichetta: Island Records - Formati: CD, download                     | 1  | 1  | 1 | 1  | 2  | —  | —  | 1  | 3  | 2  | - AUS: Oro - CAN: Oro - GER: Oro - UK: Oro                                                        | 1.500.000  |
| 2015                                                                                                 | Burning Bridges - Pubblicato il 21 agosto 2015 - Etichetta: Mercury Records - Formati: CD, download              | 13 | 3  | 1 | 4  | 1  | —  | —  | 25 | 2  | 3  | - AUS: Oro                                                                                        |            |
| 2016                                                                                                 | This House Is Not For Sale - Pubblicazione 4 novembre 2016 - Etichetta: Island Records - Formati: CD, download   | 1  | 1  | 1 | 3  | 3  | 6  | 8  | 10 | 2  | 5  | - AUT: Oro - AUS: Oro - UK Argento                                                                | 600.000    |
| 2020                                                                                                 | Bon Jovi 2020 - Pubblicazione 2 ottobre 2020 - Etichetta: Island Records - Formati: CD, download                 | 19 | 3  | 2 | 19 | 3  | 11 | 20 | 28 | 3  | 5  |                                                                                                   | 68.000     |
| 2024                                                                                                 | Forever - Pubblicazione 7 giugno 2024 - Etichetta: Island Records - Formati: CD, download                        | 5  | 4  | 2 | 36 | 2  | 25 | 7  | —  | 1  | 3  |                                                                                                   |            |
| Il simbolo "—" denota che l'album non è stato pubblicato o non è entrato in classifica in quel Paese | |    |    |   |    |    |    |    |    |    |    |                                                                                                   |            |

### Raccolte

#### Raccolte principali
| 1994                                                                                                 | Cross Road - Pubblicato il 10 ottobre 1994 - Etichetta: Mercury Records - Formati: CD, musicassetta, LP                                  | 8  | 1  | 1  | 2 | 1  | 1 | 2  | 2  | 1 | 1 | - USA: 4× Platino - ARG: 5× Platino - AUS: 4× Platino - CAN: Diamante - SWI: 3× Platino - UK: 5× Platino | 21.500.000 |
| 2004                                                                                                 | 100,000,000 Bon Jovi Fans Can't Be Wrong - Pubblicato il 6 novembre 2004 - Etichetta: Island Records - Formati: 4× CD, download digitale | 53 | —  | 50 | — | 37 | — | 40 | —  | — | — | - USA: Oro                                                                                               | 1.000.000  |
| 2003                                                                                                 | This Left Feels Right - Pubblicato il 4 novembre 2004 - Etichetta: Island Records - Formati: CD, download digitale                       | 14 | 11 | 2  | 5 | 3  | — | 6  | 23 | 3 | 4 | - SWI: Oro - UK: Argento                                                                                 | 1.500.000  |
| 2010                                                                                                 | Greatest Hits - Pubblicato il 9 novembre 2010 - Etichetta: Island Records - Formati: CD, 2× CD, download digitale                        | 5  | 1  | 2  | 1 | 2  | 8 | 3  | 1  | 3 | 2 | - USA: Oro - AUS: 3× Platino - UK: 2× Platino                                                            | 4.000.000  |
| Il simbolo "—" denota che l'album non è stato pubblicato o non è entrato in classifica in quel Paese | |    |    |    |   |    |   |    |    |   |   | |            |

#### Raccolte pubblicate solo per alcuni mercati
| Anno | Titolo e dettagli dell'album |
| ---- | --- |
| 1991 | Hard & Hot (Best of Bon Jovi) - Pubblicato in Australia il 2 dicembre 1991 - Etichetta: Jambco Records - Formati: CD                 |
| 2001 | Tokyo Road: Best of Bon Jovi - Pubblicato in Giappone il 28 marzo 2001 - Etichetta: Universal Japan - Formati: CD, download digitale |

### Album dal vivo
| 2001                                                                                                 | One Wild Night Live 1985-2001 - Pubblicato il 21 maggio 2001 - Etichetta: Island Records - Formati: CD, musicassetta | 20 | 6 | 2 | 4 | 3 | 6 | 2 | 7 | 1 | 2 | - CAN: Oro - ARG: Oro - BRA: Oro - SWI: Platino - UK: Argento |
| Il simbolo "—" denota che l'album non è stato pubblicato o non è entrato in classifica in quel Paese | |    |   |   |   |   |   |   |   |   |   |                                                               |

## Singoli

### 1983–1989
| Anno | Singolo                                         | Posizioni massime in classifica | Posizioni massime in classifica | Album di provenienza    |
| Anno | Singolo                                         | US                              | UK                              | Album di provenienza    |
| ---- | ----------------------------------------------- | ------------------------------- | ------------------------------- | ----------------------- |
| 1983 | Runaway                                         | 39                              | —                               | Bon Jovi                |
| 1984 | She Don't Know Me                               | 48                              | —                               | Bon Jovi                |
| 1984 | Burning for Love (solo in Giappone)             | —                               | —                               | Bon Jovi                |
| 1985 | Only Lonely                                     | 54                              | —                               | 7800° Fahrenheit        |
| 1985 | In and Out of Love                              | 69                              | —                               | 7800° Fahrenheit        |
| 1985 | The Hardest Part Is the Night                   | —                               | 68                              | 7800° Fahrenheit        |
| 1986 | Silent Night                                    | —                               | —                               | 7800° Fahrenheit        |
| 1986 | You Give Love a Bad Name                        | 1                               | 14                              | Slippery When Wet       |
| 1986 | Let It Rock (solo in Regno Unito, ed. limitata) | —                               | —                               | Slippery When Wet       |
| 1986 | Livin' on a Prayer                              | 1                               | 4                               | Slippery When Wet       |
| 1987 | Wanted Dead or Alive                            | 7                               | 13                              | Slippery When Wet       |
| 1987 | Never Say Goodbye                               | —                               | 21                              | Slippery When Wet       |
| 1987 | Edge of a Broken Heart                          | —                               | —                               | Disorderlies Soundtrack |
| 1988 | Bad Medicine                                    | 1                               | 17                              | New Jersey              |
| 1988 | Born to Be My Baby                              | 3                               | 22                              | New Jersey              |
| 1989 | I'll Be There for You                           | 1                               | 18                              | New Jersey              |
| 1989 | Lay Your Hands on Me                            | 7                               | 18                              | New Jersey              |
| 1989 | Living in Sin                                   | 9                               | 35                              | New Jersey              |

### 1990–1999
| Anno | Singolo                        | Posizioni massime in classifica | Posizioni massime in classifica | Album di provenienza     |
| Anno | Singolo                        | US                              | UK                              | Album di provenienza     |
| ---- | ------------------------------ | ------------------------------- | ------------------------------- | ------------------------ |
| 1992 | Keep the Faith                 | 29                              | 5                               | Keep the Faith           |
| 1993 | Bed of Roses                   | 10                              | 13                              | Keep the Faith           |
| 1993 | In These Arms                  | 27                              | 9                               | Keep the Faith           |
| 1993 | I'll Sleep When I'm Dead       | 97                              | 17                              | Keep the Faith           |
| 1993 | I Believe                      | —                               | 11                              | Keep the Faith           |
| 1994 | Dry County                     | —                               | 9                               | Keep the Faith           |
| 1994 | Always                         | 4                               | 2                               | Cross Road               |
| 1994 | Please Come Home for Christmas | —                               | 7                               | —                        |
| 1995 | Someday I'll Be Saturday Night | —                               | 7                               | Cross Road               |
| 1995 | This Ain't a Love Song         | 14                              | 6                               | These Days               |
| 1995 | Something for the Pain         | 76                              | 8                               | These Days               |
| 1995 | Lie to Me                      | 76                              | 10                              | These Days               |
| 1996 | These Days                     | —                               | 7                               | These Days               |
| 1996 | Hey God                        | —                               | 13                              | These Days               |
| 1999 | Real Life                      | —                               | 21                              | EdTV Original Soundtrack |

### 2000–2009
| Anno | Singolo                               | Posizioni massime in classifica | Posizioni massime in classifica | Posizioni massime in classifica | Album di provenienza          |
| Anno | Singolo                               | US                              | ITA                             | UK                              | Album di provenienza          |
| ---- | ------------------------------------- | ------------------------------- | ------------------------------- | ------------------------------- | ----------------------------- |
| 2000 | It's My Life                          | 33                              | 1                               | 1                               | Crush                         |
| 2000 | Say It Isn't So                       | —                               | 23                              | —                               | Crush                         |
| 2000 | Thank You for Loving Me               | 57                              | 14                              | 14                              | Crush                         |
| 2001 | One Wild Night                        | —                               | 10                              | 10                              | One Wild Night Live 1985–2001 |
| 2001 | Wanted Dead or Alive (dal vivo)       | —                               | —                               | —                               | One Wild Night Live 1985–2001 |
| 2002 | Everyday                              | —                               | 7                               | 7                               | Bounce                        |
| 2002 | Misunderstood                         | —                               | 32                              | —                               | Bounce                        |
| 2003 | All About Lovin' You                  | —                               | 22                              | —                               | Bounce                        |
| 2003 | Bounce                                | —                               | —                               | —                               | Bounce                        |
| 2003 | It's My Life (nuova versione)         | —                               | —                               | —                               | This Left Feels Right         |
| 2003 | Wanted Dead or Alive (nuova versione) | —                               | —                               | —                               | This Left Feels Right         |
| 2005 | Have a Nice Day                       | 53                              | 6                               | 7                               | Have a Nice Day               |
| 2005 | Who Says You Cant Go Home             | —                               | —                               | —                               | Have a Nice Day               |
| 2005 | Welcome to Wherever You Are           | —                               | 33                              | —                               | Have a Nice Day               |
| 2007 | (You Want to) Make a Memory           | 27                              | 6                               | 6                               | Lost Highway                  |
| 2007 | Lost Highway                          | —                               | —                               | —                               | Lost Highway                  |
| 2007 | Till We Ain't Strangers Anymore       | 123                             | —                               | —                               | Lost Highway                  |
| 2009 | We Weren't Born to Follow             | 68                              | 5                               | 5                               | The Circle                    |

### 2010–oggi
| Anno | Singolo                | Posizioni massime in classifica | Posizioni massime in classifica | Album di provenienza |
| Anno | Singolo                | US                              | UK                              | Album di provenienza |
| ---- | ---------------------- | ------------------------------- | ------------------------------- | -------------------- |
| 2010 | Superman Tonight       | —                               | —                               | The Circle           |
| 2010 | When We Were Beautiful | —                               | —                               | The Circle           |
| 2010 | What Do You Got?       | —                               | —                               | Greatest Hits        |
| 2013 | Because We Can         | —                               | —                               | What About Now       |

2016 This House is not for Sale

## Videografia

### Raccolte di videoclip
| Anno | Titolo e dettagli | Posizioni massime in classifica | Posizioni massime in classifica | Posizioni massime in classifica | Posizioni massime in classifica | Posizioni massime in classifica | Posizioni massime in classifica | Certificazioni                   |
| Anno | Titolo e dettagli | BEL (FL)                        | BEL (WA)                        | ITA                             | NLD                             | NZL                             | SWI                             | Certificazioni                   |
| ---- | --- | ------------------------------- | ------------------------------- | ------------------------------- | ------------------------------- | ------------------------------- | ------------------------------- | -------------------------------- |
| 1985 | Breakout: Video Singles - Pubblicato nel 1985 - Etichetta: Polygram Video - Formato: VHS                                 | —                               | —                               | —                               | —                               | —                               | —                               | - USA: Platino                   |
| 1987 | Slippery When Wet: The Videos - Pubblicato il 2 novembre 1987 - Etichetta: Mercury - Formato: VHS                        | —                               | —                               | —                               | —                               | —                               | —                               | - USA: 2× Platino                |
| 1989 | New Jersey: The Videos - Pubblicato il 14 novembre 1989 - Etichetta: Polygram Video - Formato: VHS, Video CD             | —                               | —                               | —                               | —                               | —                               | —                               | - USA: Platino                   |
| 1993 | Keep the Faith: The Videos - Pubblicato il 13 ottobre 1993 - Etichetta: Mercury - Formato: VHS, Laserdisc                | —                               | —                               | —                               | —                               | —                               | —                               | - USA: Oro                       |
| 1994 | Cross Road: The Videos - Pubblicato il 18 ottobre 1994 - Etichetta: Mercury - Formati: VHS, Video CD                     | —                               | —                               | —                               | —                               | —                               | —                               | - USA: Oro - ARG: 7× Platino     |
| 2010 | Greatest Hits - The Ultimate Video Collection - Pubblicato il 29 ottobre 2010 - Etichetta: Island Records - Formato: DVD | 5                               | 9                               | 8                               | 5                               | 2                               | 8                               | - AUS: 2× Platino - NZL: Platino |

### Album dal vivo
| Anno | Titolo e dettagli | Posizioni massime in classifica | Posizioni massime in classifica | Posizioni massime in classifica | Posizioni massime in classifica | Certificazioni                                                         |
| Anno | Titolo e dettagli | BEL (FL)                        | ITA                             | NLD                             | NZL                             | Certificazioni                                                         |
| ---- | --- | ------------------------------- | ------------------------------- | ------------------------------- | ------------------------------- | ---------------------------------------------------------------------- |
| 1993 | Keep the Faith: An Evening with Bon Jovi - Pubblicato nel 1993 - Etichetta: Mercury - Formati: VHS, Laserdisc, CD-i                         | —                               | —                               | —                               | —                               |                                                                        |
| 1995 | Live from London - Pubblicato nel 1995 su VHS - Ripubblicato il 24 ottobre 2003 su DVD - Etichetta: Universal - Formati: VHS, Video CD, DVD | —                               | —                               | —                               | —                               | - USA: Oro - ARG: Platino - BRA: Oro                                   |
| 2001 | The Crush Tour - Pubblicato il 4 dicembre 2000 - Etichetta: Mercury - Formati: DVD                                                          | —                               | —                               | —                               | —                               | - USA: Platino - ARG: Platino - AUS: Platino - BRA: Oro - NZL: Platino |
| 2004 | This Left Feels Right Live - Pubblicato il 10 febbraio 2004 - Etichetta: Island - Formati: DVD                                              | 9                               | —                               | 6                               | —                               | - AUS: Oro - BRA: Oro                                                  |
| 2007 | Lost Highway: The Concert - Pubblicato il 23 novembre 2007 - Etichetta: Universal, Mercury - Formati: DVD                                   | 9                               | —                               | 7                               | 3                               | - USA: Platino - AUS: Platino - CAN: 5× Platino - NZL: Oro             |
| 2008 | At Yokohama Stadium - Pubblicato nel 2008 - Etichetta: Woodstock Tapes - Formati: DVD                                                       | —                               | —                               | —                               | —                               | - ARG: Platino                                                         |
| 2009 | Live at Madison Square Garden - Pubblicato il 20 novembre 2009 - Etichetta: Island - Formati: DVD, Blu-ray                                  | 8                               | 7                               | 8                               | —                               | - AUS: Platino                                                         |

### Documentari
- Access All Areas: A Rock & Roll Odyssey (1990)[24]
- When We Were Beautiful, regia di Phil Griffin (2009)

## Partecipazioni
- Disorderlies (1989) Edge of a Broken Heart*
- Stairway to Heaven/Highway to Hell (1989) The Boys Are Back In Town
- A Very Special Christmas (Ottobre 1990) I Wish Everyday Could Be Like Christmas
- Memphis (1992) Memphis Lives In Me*
- A Very Special Christmas, Vol. 2 (ottobre 1992) Please Come Home For Christmas
- The Cowboy Way (Maggio 1994) Good Guys Don't Always Wear White*
- EdTV (Marzo 1999) Real Life*
- Wild Hogs (2007) Wanted Dead or Alive, Lost Highway

* Inserite in 100,000,000 Bon Jovi Fans Can't Be Wrong